# Basilica Aemilia
Rómában, a Forum Romanumon, a Capitolium irányában, a főtér északi oldalán állt a Basilica Aemilia, amely Kr. e. 2. században épült és a polgári bíróság székhelye volt.  
Basilica Fulvia et Aemilia helyére újat építtetett Caesar költségén L. Aemilius Paullus most már csak Basilica Aemilia néven. Augustus alatt leégett, de újra felépül Paullus Aemilius neve alatt, Basilica Aemilia vagy Basilica Paulli (Pauli) címmel. 
100 méter hosszú, két árkádsoros, négyhajós csarnoka mellett a Forum felől egy sor taberna szegélyezte. Lépcsőzetén állott Venus Cloacina kis sacelluma s délnyugati sarkán egy L. Caesar (Augustus unokája) tiszteletére emelt épület.

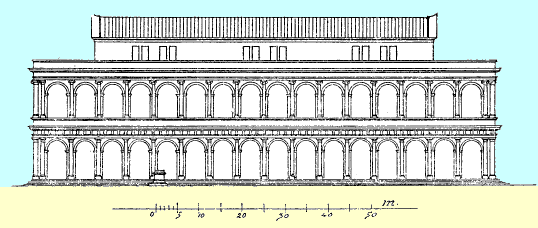
A Basilica Aemilia Augustus-kori állapotának rekonstrukciója – Christian Hülsen, "Il Foro Romano – Storia e Monumenti" del 1905 műve nyomán